# Juegos Asiáticos de la Juventud 2009
Los 1° Juegos Asiáticos de la Juventud se llevaron a cabo en Singapur del 29 de junio al 7 de julio de 2009 bajo la denominación oficial de Singapur 2009, con un total de 90 eventos deportivos. El plan de la creación de unos Juegos Asiáticos de la Juventud fue por parte de la candidatura de Singapur para organizar los Juegos Olímpicos de la Juventud 2010. La idea de los juegos era que los jóvenes puedan mostrarse y que tengan participación junto con los demás países asiáticos, además de servirle como ensayo a Singapur para poner a prueba las capacidades de organización y logística con antelación a los Juegos Olímpicos de la Juventud 2010. La organización de los juegos, encabezada por el Consejo de Deportes de Singapur, tuvo un costo de 15 millones de dólares singapurenses.

## Relevo de la antorcha
El primero relevo de la antorcha de los Juegos Asiáticos de la Juventud comenzó el 28 de junio en la ciudad. La ceremonia de encendido de la llama se celebró el 28 de junio en el recinto Kallang Waterfront. Una vez finalizado el acto, la llama se llevó luego a través del país en autobuses para hacer un recorrido de tres rutas, representando "el nombre de los valores olímpicos de amistad, excelencia y respeto". Un total de 70 portadores de la antorcha participaron en el primer día del relé.
El relevo de la antorcha se reanudó el 29 de junio, donde se pudo apreciar la antorchas en las escuelas de la ciudad. La llama de viajó a 45 escuelas de todo Singapur, donde más de un centenar de corredores tenían el honor de llevar la antorcha.
El relé terminó en el Singapore Indoor Stadium, donde tres atletas corrieron con las antorchas y la luz del caldero, como parte de las celebraciones de la ceremonia de apertura.

## Símbolos

### Canción oficial
El tema musical, titulado Juventud de Asia, se dio a conocer el 19 de marzo de 2009.
La canción expresa un mensaje de "esperanza y amistad" y fue compuesta por el músico Iskandar Ismail, y escrito conjuntamente por José Raymond y Hoo Cher Liek.
Los cantantes son Nathan Hartono y Lian Kim Selby.

### Emblema
El emblema oficial de los juegos fue revelado el 14 de noviembre de 2008 y designado por Brainwave Design. El logo, descrito según el Consejo Olímpico de Asia, representa la excelencia y la victoria que los atletas traerán durante los Juegos.

### Mascota
Frasia es el nombre oficial de la mascota de los juegos. La mascota encarna los valores y el espíritu de los Juegos Asiáticos de la Juventud. El león alegre ejemplifica la amistad, el respeto y la excelencia. Constituye una representación animada de los corazones y mentes jóvenes en búsqueda de la excelencia deportiva.

### Sellos
Varios servicios postales de distintos países han lanzado sellos de los juegos, com por ejemplo a continuación Uzbekistán.

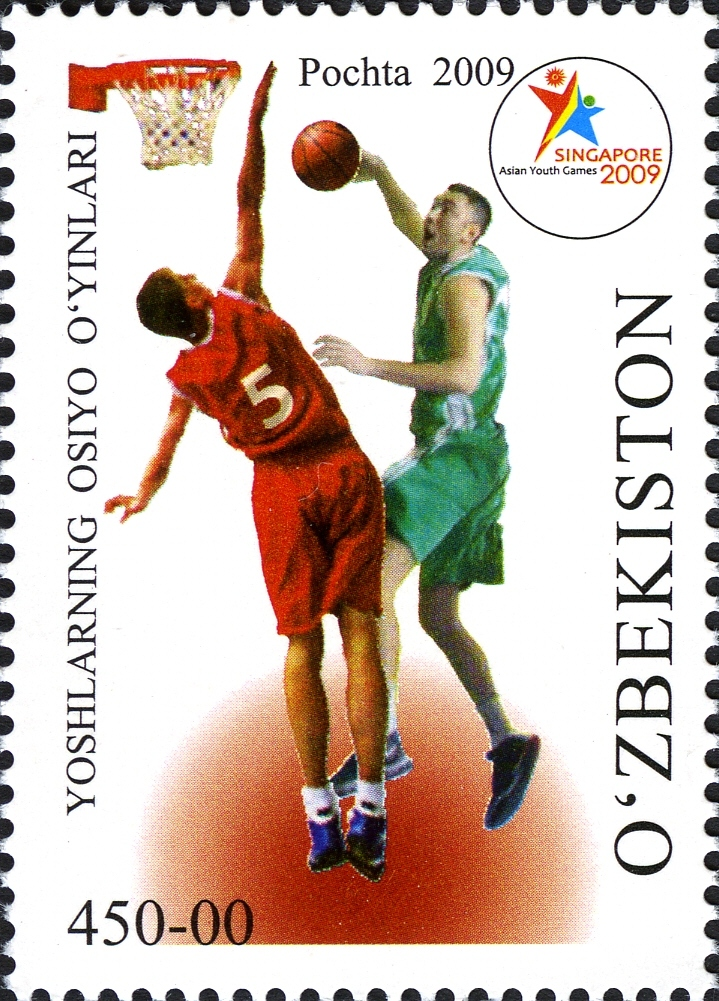
Sello de Uzbekistán, 2009
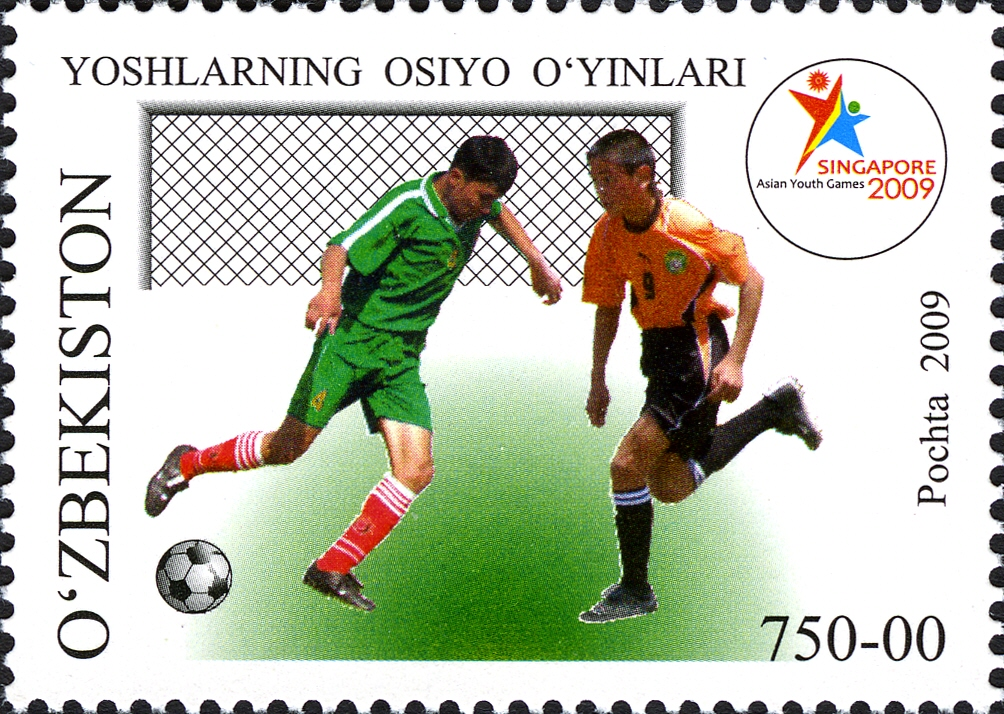
Sello de Uzbekistán, 2009

## Transmisión
Los eventos deportivos se transmitieron en vivo, principalmente a través de la página web oficial de los juegos a través de 4 coberturas. Fue el primer evento deportivo en recibir la aprobación del Consejo Olímpico de Asia para proporcionar cobertura de difusión de todos los eventos deportivos por completo a través de canales digitales.
MediaCorp Channel 5, canal de televisión de Singapur ofreció un resumen diario todos los días de los juegos, mostrando lo más destacado del día, mientras que StarHub TV cubrió los juegos con sus cuatro señales. La ceremonia de inauguración fue transmitida en vivo a través de la página web de los juegos. 

## Sedes

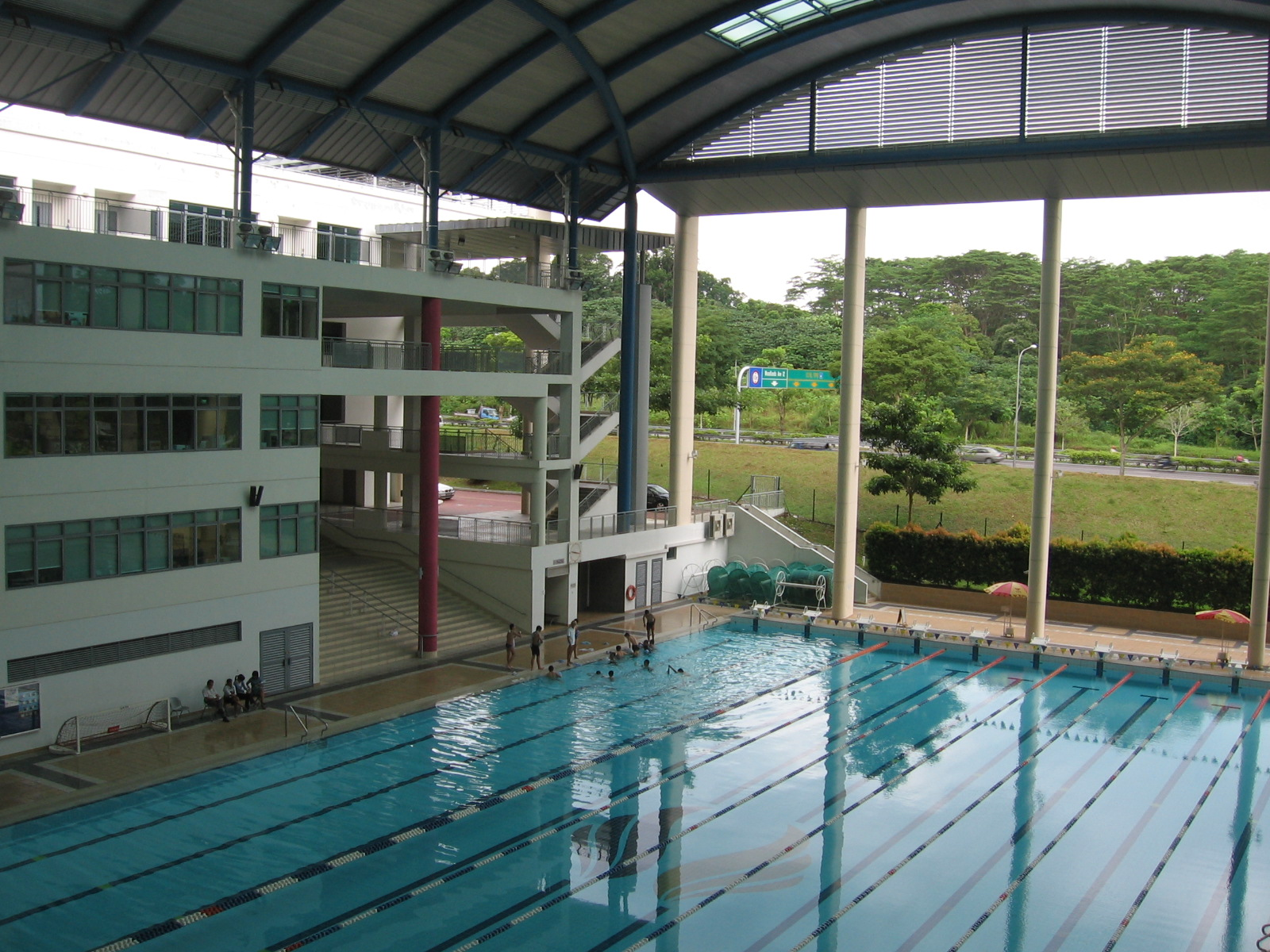
La natación en estos juegos se llevará a cabo en la Escuela de Deportes de Singapur.

Se esperaba que en estos Juegos Asiáticos de la Juventud y en los Juegos Olímpicos de la Juventud se usaran las mismas sedes de competición. 
| Sede                            | Deporte                     |
| Anglican High School            | Baloncesto 3x3              |
| Toa Payoh Swimming Complex      | Deportes acuáticos Saltos   |
| Escuela de Deportes de Singapur | Deportes acuáticos Natación |
| Bishan Stadium                  | Atletismo                   |
| Orchid Country Club             | Bolos                       |
| Estadio Jalan Besar             | Fútbol                      |
| Centro Nacional de Vela         | Vela                        |
| SAFRA Yishun                    | Tiro                        |
| Toa Payoh Sports Hall           | Tenis de mesa               |
| Siloso Beach, Sentosa           | Voleibol de playa           |

Para hospedar a los atletas durante los juegos, el centro de entrenamiento NTUC Downtown East era originalmente era lugar planeado para albergar los atletas y oficiales de los juegos. Sin embargo, se tomó la decisión de trasladar el lugar de hospedaje de los Juegos al centro de Singapur en el Swissôtel The Stamford, un lujoso hotel con una altura de casi 230 metros y con más de 1200 habitaciones. El cambio se realizó porque NTUC Downtown East no tiene suficientes camas para los atletas. Debido a la pandemia de gripe A (H1N1) se ocupó el noveno piso del hotel para sospechar casos en los atletas.

## Países participantes
En los juegos, un total aproximado de 1300 atletas entre 14 y 17 años procedentes de 43 países compitieron en los 80 eventos deportivos.
| - Arabia Saudita (33) - Baréin (22) - Bangladés (12) - Bután (2) - Brunéi (2) - Camboya (3) - (31) - China (81) - China Taipéi (61) - Corea del Norte (27) - Corea del Sur (73) - Emiratos Árabes Unidos (18) - Filipinas (59) - Hong Kong (46) - India (48) - Indonesia (44) - Irán (54) | - Irak (6) - Japón (38) - Jordania (8) - Kazajistán (34) - Kuwait (35) - Kirguistán (26) - Laos (21) - Líbano (2) - Macao(32) - Malasia (27) - Maldivas (7) - Mongolia (27) - Myanmar (21) - Nepal (21) - Omán (6) | - Pakistán (2) - } Palestina (9) - } Singapur (90) - Siria (7) - } Sri Lanka (30) - Tayikistán (2) - Tailandia (79) - Turkmenistán (2) - Uzbekistán (32) - Vietnam (28) - Yemen (4) |

## Deportes
Se intentaron organizar los 26 deportes que compredieron el programa de los Juegos Olímpicos de la Juventud 2010 pero, debido a limitaciones de tiempo y recursos, Singapur y el Consejo Olímpico de Asia acordaron la realización de tan sólo nueve deportes.
Hubo un total de 9 deportes, 7 que comprenden el programa olímpico de 2010 y uno que no: los bolos. El voleibol de playa, si bien comprende el actual programa olímpico, no estuvo en los Juegos Olímpicos de la Juventud el año siguiente.
| - Atletismo (detalles) (28) - Baloncesto 3x3 (detalles) (2) - Bolos (detalles) (8) - Deportes acuáticos - Natación (detalles) (32) - Saltos (detalles) (4) | - Fútbol (detalles) (1) - Vela (detalles) (5) - Voleibol de playa (detalles) (2) | - Tiro (detalles) (4) - Tenis de mesa (detalles) (4) |

## Desarrollo

### Ceremonia de apertura
Titulado "La juventud de Asia, nuestro futuro", la ceremonia de apertura de los Juegos Asiáticos de la Juventud Singapur 2009 se celebró en el Singapore Indoor Stadium. Más de 1400 artistas de 20 escuelas e instituciones terciarias de Singapur tomaron parte de la ceremonia. A la ceremonia de inauguración acudieron el primer ministro de Singapur, Lee Hsien Loong que declaró oficialmente abiertos los juegos y varios representantes del Consejo Olímpico de Asia y el Consejo Olímpico Nacional de Singapur estuvieron presentes. Se exhibieron tres segmentos artísticos: "Estusiamo de Asia", "Un jardín en la ciudad", y "El espíritu de la Evolución". El caldero de los juegos estaba iluminado por tres atletas jóvenes singapurenses, Tao Li (natación), Remy Ong (bolos), y Jasmine Ser (tiro).

### Calendario
| ● | Ceremonia de apertura |  | Eventos de competición | ● | Finales de evento | ● | Ceremonia de clausura |

| Junio-julio de 2009      | 20th Sa | 22nd Lu | 24th Mi | 27th Sa | 29th Lu | 30th Ma | 1st Mi | 2nd Ju | 3rd Vi | 4th Sa | 5th Do | 6th Lu | 7th Ma | Medallas de oro |
| ------------------------ | ------- | ------- | ------- | ------- | ------- | ------- | ------ | ------ | ------ | ------ | ------ | ------ | ------ | --------------- |
| Baloncesto 3x3           |         |         |         |         |         |         |        |        |        | 2      |        |        |        | 2               |
| Atletismo                |         |         |         |         |         | 6       | 3      | 9      | 10     |        |        |        |        | 28              |
| Voleibol de playa        |         |         |         |         |         |         |        |        |        |        | 2      |        |        | 2               |
| Bolos                    |         |         |         |         |         |         | 2      | 2      |        | 2      |        | 2      |        | 8               |
| Saltos                   |         |         |         |         |         | 2       | 2      |        |        |        |        |        |        | 4               |
| Fútbol                   |         |         |         |         |         |         |        |        |        |        |        | 1      |        | 1               |
| Vela                     |         |         |         |         |         |         |        |        |        |        |        | 5      |        | 5               |
| Tiro                     |         |         |         |         |         |         | 1      | 1      | 1      | 1      |        |        |        | 4               |
| Natación                 |         |         |         |         |         |         |        | 4      | 7      | 7      | 7      | 7      |        | 32              |
| Tenis de mesa            |         |         |         |         |         |         |        |        |        | 1      |        | 3      |        | 4               |
| Total de medallas de oro |         |         |         |         |         | 8       | 8      | 16     | 18     | 13     | 9      | 18     |        | 90              |
| Ceremonias               |         |         |         |         | ●       |         |        |        |        |        |        |        | ●      |                 |
| Junio-julio de 2009      | 20th Sa | 22nd Lu | 24th Mi | 27th Sa | 29th Lu | 30th Ma | 1st Mi | 2nd Ju | 3rd Vi | 4th Sa | 5th Do | 6th Lu | 7th Ma | Medallas de oro |

### Medallero
|  | País local |

| Núm. | País            | Oro | Plata | Bronce | Total |
| ---- | --------------- | --- | ----- | ------ | ----- |
| 1    | China           | 25  | 16    | 11     | 52    |
| 2    | Corea del Sur   | 20  | 17    | 17     | 54    |
| 3    | Tailandia       | 11  | 7     | 2      | 20    |
| 4    | Singapur        | 9   | 6     | 15     | 30    |
| 5    | Hong Kong       | 5   | 8     | 5      | 18    |
| 6    | Japón           | 5   | 6     | 4      | 15    |
| 7    | India           | 5   | 3     | 3      | 11    |
| 8    | Kazajistán      | 4   | 6     | 4      | 14    |
| 9    | Kuwait          | 3   | 3     | 5      | 11    |
| 10   | Corea del Norte | 1   | 4     | 4      | 9     |
| 11   | Irán            | 1   | 3     | 2      | 6     |
| 12   | China Taipéi    | 1   | 2     | 7      | 10    |
| 13   | Yemen           | 1   | 0     | 0      | 1     |
| 14   | Catar           | 0   | 2     | 0      | 2     |
| 14   | Vietnam         | 0   | 2     | 0      | 2     |
| 16   | Arabia Saudita  | 0   | 1     | 2      | 3     |
| 16   | Sri Lanka       | 0   | 1     | 2      | 3     |
| 18   | Filipinas       | 0   | 1     | 1      | 2     |
| 19   | Macao           | 0   | 1     | 0      | 1     |
| 20   | Uzbekistán      | 0   | 0     | 3      | 3     |
| 21   | Baréin          | 0   | 0     | 1      | 1     |
| 21   | Indoensia       | 0   | 0     | 1      | 1     |
| 21   | Malasia         | 0   | 0     | 1      | 1     |
| 21   | Myanmar         | 0   | 0     | 1      | 1     |
| 21   | Pakistán        | 0   | 0     | 1      | 1     |

## Incidentes
Un atleta de Filipinas que participaba en los partidos de fútbol contrajo la pandemia de H1N1, con lo que el partido entre Filipinas y China Taipéi en la fase preliminar que iba a jugarse el 20 de junio a las 17:00 deba suspenderse hasta nuevo aviso. La condición del jugador es estable según el sitio oficial de los juegos. Finalmente, los dos partidos de Filipinas se suspendieron y no se reprogramaron. 
Cuatro casos de virus de la gripe AH1N1 fueron descubiertos en atletas de Hong Kong el 22 de junio.
Malasia ha retirado la mayoría de sus atletas (con la excepción de sus comptidores de vela), debido a la preocupación por el brote de H1N1.